# Ben 10 (seriál, 2016)
Ben 10 (také označovaný jako Ben 10 2016) je americký animovaný televizní seriál a reboot seriálu televize Cartoon Network se stejným jménem. Seriál měl světovou premiéru v Austrálii, na Novém Zélandu a v Asii a Tichomoří 1. října 2016 a v USA měl premiéru 10. dubna 2017.
22. května 2017 byl seriál prodloužen o druhou řadu.

## Obsazení

### Hlavní postavy
- Tara Strong / Kristina Jelínková jako Benjamin Kirby "Ben" Tennyson / Ben 10
- Montserrat Hernandez / Martina Kechnerov jako Gwendolyn "Gwen" Tennyson
- David Kaye / Igor Bareš jako Magister Maxwell "Max" Tennyson / Děda Max

### Vedlejší postavy
- John DiMaggio jako Phillip "Phil" Billings, The Glamour Man
- Tara Strong jako Starshine, Sally
- Max Mittelman jako Todd, J.T.
- Josh Keaton jako The Shady Looking Dude, Ryan Sez
- Roger Craig Smith jako Bill
- David Kaye jako Steve
- Roger Craig Smith jako Cash Murray, Penny
- Laura Bailey jako I.J. Crowling
- Travis Willingham jako Kraab
- Todd Haberkorn jako Tetrax Shard

### Freaky Gwen Ben (Děsivý Gwen-Ben)
- Montserrat Hernandez / Kristina Jelínková jako Gwendolyn "Gwen" Tennyson (Ben v těle Gwen)
- Tara Strong / Martina Kechnerov jako Benjamin Kirby "Ben" Tennyson / Ben 10 (Gwen v Benově těle)

### The 11th Alien (Jedenáctý mimozemšťan)
- Tara Strong / Kristina Jelínková jako Benjamin Kirby "Ben" Tennyson / Ben 10
- Yuri Lowenthal jako Benjamin Kirby "Ben" Tennyson / Ben 10 (starší)
- Montserrat Hernandez / Martina Kechnerov jako Gwendolyn "Gwen" Tennyson
- David Kaye / Igor Bareš jako Magister Maxwell "Max" Tennyson / Děda Max

### Mimozemšťané (Benovy mimozemské inkarnace)

#### Původní mimozemšťané
- Travis Willingham / Pavel Vondra jako Cannonbolt (Kanoňák)
- Roger Craig Smith / Bohdan Tůma jako Diamondhead (Diamantovec)
- John DiMaggio / Bohdan Tůma jako Four Arms (Čtyřhnát)
- Todd Haberkorn jako Grey Matter (Šedá hmota)
- Daryl Sabara / Pavel Vondrák jako Heatblast (Horkohlav)
- Max Mittelman / Michal Holán jako Overflow (Prouďák)
- Greg Cipes jako Stinkfly (Pušivec)
- David Sobolov jako Upgrade (Aktulák)
- David Hornsby jako Wildvine (Révoun)
- Josh Keaton / Pavel Vondrák jako XLR8 (Akcelerátor)

#### Další mimozemšťané
- Yuri Lowenthal jako Gax
- David Kaye jako Shock Rock (Šokval)

#### Omni-Upgrade mimozemšťanů
- Travis Willingham / Pavel Vondra jako Omni-Enhanced Cannonbolt (Super Kanoňák)
- Roger Craig Smith / Bohdan Tůma jako Omni-Enhanced Diamondhead (Super Diamantovec)
- John DiMaggio / Bohdan Tůma jako Omni-Enhanced Four Arms (Super Čtyřhnát)
- Todd Haberkorn jako Omni-Enhanced Grey Matter (Super Šedá hmota)
- Daryl Sabara / Pavel Vondrák jako Omni-Enhanced Heatblast (Super Horkohlav)
- Max Mittelman / Michal Holán jako Omni-Enhanced Overflow (Super Prouďák)
- Greg Cipes jako Omni-Enhanced Stinkfly (Super Pušivec)
- David Hornsby jako Omni-Enhanced Wildvine (Super Révoun)
- Josh Keaton / Pavel Vondrák jako Omni-Enhanced XLR8 (Super Akcelerátor)

#### Freaky Gwen Ben (Děsivý Gwen-Ben)
- Roger Craig Smith / Bohdan Tůma jako Diamondhead (Diamantovec; Ben 10)
- Montserrat Hernandez jako Four Arms (Čtyřhnát; Gwen v Benově těle)
- Tara Strong jako Upgrade (Aktulák; Gwen v Benově těle)

#### Riding the Storm Out (Není bouře jako bouře)
- Daryl Sabara / Pavel Vondrák jako Heatblast (Horkohlav)
- Todd Haberkorn jako Grey Arms (Šedohnát; kombinace Šedé hmoty a Čtyřhnáta)
- Tara Strong / Kristina Jelínková jako Amalgam Ben (kombinace Bena a jeho 10 mimozemšťanů)

#### Animorphosis
- Greg Cipes jako Stinkfly (Pušivec; Ben 10)

- Max Mittelman / Michal Holán jako Omni-Enhanced Overflow (Super Prouďák; Ben 10)
- Greg Cipes jako Omni-Enhanced Stinkfly (Super Pušivec; Ben 10)

- Dwight Schultz jako Rath (Ras; Dr. Animo)

### Zločinci

#### Hlavní
- Robin Atkin Downes jako Hex
- Roger Craig Smith jako Steam Smythe
- Dwight Schultz jako Dr. Aloysius James Animo
- Jeff Bennett jako Wolfen Sheep
- J.B. Blanc jako Lagrange
- John DiMaggio jako Herbert J. Zomboni / Zombozo, Maurice, The Magg-O-Net Monster
- Jessica DiCicco jako Frightwig
- Josh Keaton jako Acid Breath
- Gunnar Sizemore jako Billy Billions
- Todd Haberkorn jako Sydney

#### Vedlejší
- Kath Soucie jako The Malachi Sisters
- Roger Craig Smith jako Iron Kyle
- Anna Vocino jako Nanny Nightmare
- Debi Derryberry jako Simon Sez
- Troy Baker jako Lord Decibel
- Drake Bell jako Michael Morningstar
- Travis Willingham jako Tim Buktu
- Tom Kenny jako Xingo
- Vanessa Marshall jako Queen Bee
- Yuri Lowenthal jako Vilgax

## Produkce
8. června 2015 televize Cartoon Network oznámila restart seriálu Ben 10. V červnu 2016 stanice začala zveřejňovat informace o seriálu. Předpremiéra seriálu byla 21. července 2016 na San Diego Comic-Conu 2016. Seriál měl světovou premiéru 1. října 2016 v Austrálii. V březnu 2017 na Cartoon Network's 2017 upfront, bylo oznámeno, že seriál by měl mít v USA premiéru 10. dubna 2017, a že bude možné sledovat epizody seriálu v aplikaci Cartoon Network před televizní premiérou.

### Televizní štáb
- Collette Sunderman - Castingový a zvukový režisér

## Řady a díly
| Řada | Díly | Premiéra v USA | Premiéra v USA     | Premiéra v ČR     | Premiéra v ČR     |
| Řada | Díly | První díl      | Poslední díl       | První díl         | Poslední díl      |
| ---- | ---- | -------------- | ------------------ | ----------------- | ----------------- |
| 1    | 40   | 10. dubna 2017 | 22. listopadu 2017 | 3. listopadu 2017 | 12. prosince 2017 |
| 2    | 40   | 19. února 2018 | 26. října 2018     | bude oznámeno     | bude oznámeno     |
| 3    | 52   | 23. února 2019 | 30. listopadu 2019 | bude oznámeno     | bude oznámeno     |
| 4    | 40   | 19. ledna 2020 | 10. října 2020     | bude oznámeno     | bude oznámeno     |

## Vysílání
| Datum premiéry                                           | Krajina / Region                             | Zdroj  |
| -------------------------------------------------------- | -------------------------------------------- | ------ |
| 1. října 2016                                            | Austrálie a Nový Zéland                      | [ 10 ] |
| 1. října 2016                                            | Jihovýchodní Asie                            | [ 11 ] |
| 1. října 2016                                            | Jižní Korea                                  | [ 12 ] |
| 1. října 2016                                            | Filipíny                                     | [ 13 ] |
| 8. října 2016                                            | Spojené království a Irsko                   | [ 14 ] |
| 8. října 2016                                            | Francie                                      | [ 15 ] |
| 9. října 2016                                            | Japonsko                                     | [ 16 ] |
| 9. října 2016                                            | Indie                                        | [ 17 ] |
| 9. října 2016                                            | Pákistán                                     | [ 17 ] |
| 10. října 2016 (předpremiéra) 22. října 2016 (premiéra)  | Střední východ a Severní Afrika (Angličtina) |        |
| 10. října 2016 (předpremiéra) 22. října 2016 (premiéra)  | Střední východ a Severní Afrika (Hindština)  |        |
| 10. října 2016 (předpremiéra) 22. října 2016 (premiéra)  | Střední východ a Severní Afrika (Arabština)  |        |
| 10. října 2016                                           | Střední a Východní Evropa                    | [ 18 ] |
| 10. října 2016                                           | Rusko a Jihovýchodní Evropa                  |        |
| 10. října 2016                                           | Nizozemsko                                   | [ 19 ] |
| 10. října 2016                                           | Německo, Rakousko a Švýcarsko                | [ 20 ] |
| 10. října 2016                                           | Polsko                                       | [ 21 ] |
| 10. října 2016                                           | Subsaharská Afrika                           | [ 22 ] |
| 10. října 2016                                           | Tchaj-wan                                    |        |
| 10. října 2016                                           | Turecko                                      | [ 23 ] |
| 15. října 2016                                           | Portugalsko                                  | [ 24 ] |
| 24. října 2016                                           | Itálie                                       | [ 25 ] |
| 4. března 2017                                           | Španělsko                                    |        |
| 11. března 2017 (předpremiéra) 10. dubna 2017 (premiéra) | Latinská Amerika                             | [ 26 ] |
| 10. dubna 2017                                           | USA                                          |        |
| 15. dubna 2017                                           | Kanada                                       |        |